# Unió Mallorquina
Unió Mallorquina (em catalão e oficialmente; em castelhano: Unión Mallorquina) foi um partido político da Espanha, de âmbito regional da ilha de Maiorca, nas Ilhas Baleares. 

## História
Foi fundado em 1982, como continuação em Maiorca do partido centrista União de Centro Democrático (UCD), então em plena decomposição. Seu principal impulsor foi Jeroni Albertí, então Presidente do Conselho Geral Interinsular.
Em 28 de fevereiro de 2011, anunciou sua dissolução devido a numerosos casos de corrupção e sua transformação em Convergència per les Illes.